# Insá
Insá (del ruso: Инся) es una localidad de la república rusa de Tartaristán. Cuenta con una población estimada de 2195 habitantes (2004) y se localiza a unos 35 km al nordeste de Kazán.
Su nombre le viene por la localización, en un afluente que desemboca en el cercano río Insa.
Posee gracias a la cercanía de Kazán, buenas comunicaciones, incluyendo el aeropuerto de Kazán Norte, a unos 30 km de distancia.